# Hildegard Diessel
Hildegard Diessel (* 31. März 1918 in Osnabrück; † 29. Mai 1971 in Bad Neuenahr) war eine deutsche Schriftstellerin und Übersetzerin.

## Leben
Hildegard Diessel lebte in Murrhardt in Württemberg. Sie verfasste zahlreiche Kinder- und Jugendbücher, die meist im Göttinger W.-Fischer-Verlag erschienen. Insbesondere die Bände um die Protagonistin „Putzi“ waren ein großer Erfolg und erfuhren bis in die 1990er Jahre Neuauflagen. Daneben übersetzte Diessel erzählende Werke aus dem Englischen ins Deutsche.
Nach der Scheidung ihrer ersten Ehe, die 1955 vom Vatikan anerkannt wurde, war sie bis zu ihrem Tod mit Albert von Haller verheiratet, führte jedoch bei Publikationen ihren Mädchennamen Hildegard Diessel.

## Werke (Auswahl)
- Karrenjunge Jonny, Stuttgart 1957
- Gino zieht durch Rom, Reutlingen 1958
- German girl in England, Stuttgart 1959
- Man lacht über Putzi, Göttingen 1959
- Iris im Traumland des Südens, Göttingen 1960
- Reisebegleiterin Iris, Göttingen 1960
- Pedro und sein Papagei, Göttingen 1961
- Strolch, Lengerich (Westf.) 1961
- Fünf Jungen unter sich, Lengerich, Westf. 1962
- Jens kämpft um Raudi, Göttingen 1962
- Resi hat Heimweh, Göttingen 1963
- Schwesternschülerin Ortrun, Göttingen 1963
- Putzi als Schiffsmädchen, Göttingen 1964
- Putzi in Afrika, Göttingen 1964
- Der Affe ist los, Göttingen 1965
- Alles nur aus Neugier, Göttingen 1965
- Putzi als Pfadfinderin, Göttingen 1966
- Putzi am großen Meer, Göttingen 1966
- Im Löwenrachen Neapels, Stuttgart 1967
- Astrid auf großer Fahrt, Göttingen 1968
- Reise mit Hindernissen, Göttingen 1968
- Anuschka, die Pudeldame, Göttingen 1969
- Finn schlägt sich durch, Göttingen 1969
- Frechdachs Finn, Göttingen 1969
- Nimm's leichter, Finn, Göttingen 1969
- Die lange Irrfahrt, Göttingen 1971
- Die Insel, die niemand kannte, Balve (Westf.) 1972
- Ferien am Federsee oder Pummel erlebt mehr, als sie will, Wien (u. a.) 1973
- Astrid gibt nicht auf, Göttingen 1975
- Die große Enttäuschung, Göttingen 1975
- Alle lieben Putzi, Göttingen 1976

## Übersetzungen
- John Buchan: Das Tablett aus Jade, Münster, Westf. 1956
- Joseph Eugene Chipperfield: Silberstern, Stuttgart 1956
- Elizabeth Jane Coatsworth: Das letzte Fort, Münster, Westf. 1955
- John Eland Craig: Der Hund von der Turmklippe, Stuttgart 1955
- Caroline Davis: Das Dschungelkind, Stuttgart 1954
- John Scott Douglas: Das Geheimnis der Meeresglocke, Stuttgart 1956
- John Scott Douglas: Walfänger fahren gen Norden, Stuttgart 1956
- Maribel Edwin: Rorys Höhle, Stuttgart 1957
- Maribel Edwin: Der Schrei des Brachvogels, Stuttgart 1955
- John Meade Falkner: Moonfleet, Münster/Westf. 1953
- Henry Garnett: Geheimbund "Versiegelter Knoten", Münster/Westf. 1960
- Harry Hearson: Euer Gnaden haben geschossen, Zürich 1954
- Francis Edgar Knight: Mit Kurs auf Puerto Santos, Stuttgart 1958
- Francis Edgar Knight: Schiffsjunge Bob auf Tankerfahrt, Stuttgart 1955
- Elinor Lyon: Das Haus im Verborgenen, Stuttgart 1955
- Leigh Merrell: Kapitän Mary, Stuttgart 1960
- James Maurice Scott: In der Weite der Arktis, Stuttgart 1957
- Peggy Iris Thomas: Peggy braust durch Amerika, Stuttgart 1955